# Voices: WWE The Music, Vol. 9
Voices: WWE The Music, Vol. 9 es un álbum recopilitario publicado por la WWE en los Estados Unidos y Canadá el 27 de enero de 2009, Australia el 24 de enero y en el Reino Unido el 13 de abril de 2009. El álbum fue anunciado originalmente para ser un conjunto de tres CD con música nueva de Jim Johnston y mezclas alternativas de material más antiguo de los últimos 25 años para conmemorar el 25 aniversario de WrestleMania. Sin embargo, el álbum es ahora un solo disco con los temas originales de las superestrellas de la World Wrestling Entertainment, con un disco extra que contiene una selección de música pasada de las superestrellas de la WWE.
El título de trabajo para el álbum fue WWE Anthology II y se fijó inicialmente para ser la secuela del álbum de 2002 de la WWE WWE Anthology . El álbum alcanzó el rango #11 en la tabla del Billboard 200.

## Lista de canciones
Todas las canciones fueron compuestas, escritas y producidas por Jim Johnston, excepto "What's Up?", escrita y compuesta por Ron Killings (R-Truth).
| Pista | Canción                                                        | Sujeto†                      | Longitud |
| ----- | -------------------------------------------------------------- | ---------------------------- | -------- |
| 1     | "Voices" (Voz por Rich Luzzi de Rev Theory)                    | Randy Orton                  | 3:24     |
| 2     | "Pourquoi?"                                                    | Maryse                       | 3:37     |
| 3     | "Man on Fire"                                                  | Kane                         | 2:57     |
| 4     | "Kung Fu San" (interpretada por Karl "Dice Raw" Jenkins)       | Kung Fu Naki                 | 3:04     |
| 5     | "Holla"                                                        | Kelly Kelly                  | 3:19     |
| 6     | "What's Up?" (interpretada por Ron Killings)                   | R-Truth                      | 3:15     |
| 7     | "Pain"                                                         | Vladimir Kozlov              | 2:54     |
| 8     | "Land of Five Rivers" (Dhol de Panjabi MC)                     | The Great Khali              | 2:58     |
| 9     | "She Looks Good"                                               | Eve Torres                   | 2:17     |
| 10    | "Get on Your Knees" (interpretada por Age Against The Machine) | Jack Swagger                 | 3:10     |
| 11    | "If You Rock Like Me"                                          | Tema de SmackDown            | 3:03     |
| 12    | "Tribal Trouble"                                               | Umaga                        | 3:08     |
| 13    | "Priceless"                                                    | Ted DiBiase/Cody Rhodes/Manu | 3:44     |

†El sujeto es lo que se ve en la lista de canciones oficial. La canción del sujeto puede diferir de la que utiliza actualmente en la WWE.
Una edición de lujo de dos discos del Vol. 9 está disponible exclusivamente en las tiendas Best Buy, que incluye el CD Legends of WWE, presentando:
| Pista | Canción                       | Sujeto                 | Longitud |
| ----- | ----------------------------- | ---------------------- | -------- |
| 1*    | “I Won’t Do What You Tell Me” | Steve Austin           | 3:02     |
| 2     | “Unstable”                    | The Ultimate Warrior   | 1:45     |
| 3     | “Hot Rod”                     | Roddy Piper            | 2:58     |
| 4     | “Hard Corps.”                 | Sgt. Slaughter         | 2:35     |
| 5     | “Blue Blood”                  | Hunter Hearst Helmsley | 3:29     |
| 6     | “Perfection”                  | Mr. Perfect            | 2:49     |
| 7*    | “Rest in Peace”               | The Undertaker         | 3:18     |
| 8     | “Snake Bit”                   | Jake Roberts           | 2:08     |
| 9*    | “If You Smell...?”            | The Rock               | 2:56     |

* Estos temas también están incluidos como temas adicionales en el CD regular lanzado en Reino Unido. Numeradas 14, 15 y 16, respectivamente.